# هالجی شریف
هالجی شریف (به انگلیسی: Haleji Sharif) یک روستا در پاکستان است که در ایالت سند واقع شده‌است. هالجی شریف ۲ کیلومتر مربع مساحت و ۴٬۵۰۰ نفر جمعیت دارد.